# 戴通納國際賽道
戴通納国际赛道（英語：Daytona International Speedway）是位于美国佛罗里达州戴通納海灘的赛道。自1959年开放以来，它一直是戴通納500的举办地。
这条赛道有多种布局，包括2.5英里（4.0）的高速三角椭圆赛道、3.56英里（5.73）的跑车赛道、2.95英里（4.75）的摩托车赛道以及1,320英尺（400）的卡丁车和摩托车土地赛道。赛道180-英畝（73-公頃）的内场包括29-英畝（12-公頃）的劳埃德湖，该湖曾举办过摩托艇比赛。这条赛道由国际赛道公司根据与戴通納海灘市的租约经营，直至2054年。